# Aborcja w Estonii
Aborcja w Estonii – w chwili obecnej estońskie prawo zezwala na aborcję na żądanie kobiety ciężarnej w pierwszych trzech miesiącach ciąży pod warunkiem odbycia przez nią konsultacji z lekarzami i podania na piśmie motywów decyzji o przerwaniu ciąży. Po upływie pierwszego trymestru przerwanie ciąży może być wykonane tylko z poważnych przyczyn medycznych bądź społecznych. Aborcje wykonywane z przyczyn innych niż medyczne są płatne.